# Julia Lebel-Arias
Julia Arias, conocida como Julia Lebel-Arias (Aguilares, Tucumán, 10 de marzo de 1946) es una ajedrecista argentina que conquistó cuatro veces el Campeonato Argentino Individual Femenino, que es una categoría del Campeonato argentino de ajedrez. En 1985 la FIDE le otorgó el título de Maestra Internacional femenino (WMI). Jugó primero en el equipo de Argentina, posteriormente en el de Francia (de 1982 à 2001) y finalmente en el de Mónaco desde 2002. Participó en más de 10 olimpiadas.

## Biografía
Nació el 10 de marzo de 1946 en la ciudad de Aguilares, provincia de Tucumán. Su interés por el ajedrez comenzó a los 22 años, cuando se acerca al Club Stentor en Villa Luro. Allí aprende a jugar y a partir de ese momento lo practica asiduamente. 

### Etapa en Argentina
Tan solo siete meses después consigue alcanzar un nivel que le permite jugar su primer campeonato metropolitano, el de 1968, gana seis partidas y empata tres. Su primer maestro fue Jacobo Bolbochán y luego tomó clases con Oscar Panno. En 1969 gana el campeonato de la Federación Metropolitana por primera vez y luego vence a Aída Karguer en un match.
A partir de allí se dedica al ajedrez a tiempo completo siendo jugadora y profesora en el Club Boca Juniors. Esta decisión implica dificultades laborales pero le permite, luego de mucho trabajo y esfuerzo personal, obtener grandes éxitos. Gana el campeonato metropolitano en los años 1972, 1973 y 1974. Y a nivel nacional se corona campeona argentina cuatro veces seguidas al ganar los torneos de los años 1974, 1975, 1976 y 1977.
En 1975 se produce su debut internacional en Fortaleza, Brasil, donde comparte el primer puesto. Como primer tablero representa a la Argentina en las olimpíadas femeninas de Haifa 1976, Buenos Aires 1978 y La Valletta 1980.
En 1978, fue invitada a jugar el torneo femenino internacional de Hyères. Puede participar gracias al apoyo financiero de Miguel Najdorf que le permite pagarse el billete de avión.

### Etapa en Francia
En 1980 se casa con el ajedrecista Patrick Lebel, adopta el apellido Lebel-Arias y se radica definitivamente en Francia.
Su carrera ajedrecística continúa en Francia donde gana el campeonato nacional francés femenino en los años 1983, 1986 y 1990. Ahora como titular indiscutida del equipo nacional francés representa a su nuevo país en las olimpíadas femeninas de: Lucerna 1982, Tesalónica 1984, Dubái 1986, Tesalónica 1988 y Novi Sad 1990.
En Europa uno de sus mayores logros fue ganar el Torneo Zonal de Ámsterdam, Países Bajos, en 1985, a partir de lo cual la FIDE le otorga el título de Maestra Internacional femenino (WMI). Esto le dio el derecho a participar del Interzonal organizado por la URSS en Zeleznovodsk.
En 1987 vuelve a ganar un torneo zonal europeo, esta vez fue el que se jugó en Budel, Países Bajos, y participa luego en el Interzonal de Tuzla, Yugoslavia, del mismo año.

### Etapa en Mónaco
La amistad de la pareja con el presidente de la Federación de Mónaco hace que ambos comiencen a jugar en el equipo nacional de ese país. Julia Lebel-Arias representó a Mónaco, en cuatro olimpíadas: Estambul 2000 (capitán del equipo), Bled 2002, Calviá 2004 y Turín 2006.
En 2018 participó en las Olimpiadas 2018 de Batoumi por Monaco.